# 阿尔图罗·德韦基
阿尔图罗·德韦基（義大利語：Arturo De Vecchi，1898年4月30日—1988年1月6日），意大利击剑运动员。他曾代表意大利参加1928年和1932年夏季奥林匹克运动会击剑比赛，其中在1932年奥运会上收获一枚银牌。